# Názáreti Egyház
A Názáreti Egyház egy keresztény egyház, a wesleyánus szentségmozgalomhoz tartozó evangéliumi protestáns felekezet. Küldetésük: „minden népet Krisztushoz hasonló tanítvánnyá tenni”. 2014-ben az egyháznak 2 295 106 tagja és 29 395 gyülekezete volt 159 országban. Legtöbb tagja az Amerikai Egyesült Államokban van (631 454 fő).
Az Egyház világszerte 56 oktatási intézményt tart fenn. Az „evangéliumi” egyházakra jellemző módon a Názáreti Egyháznak is vannak ébredési összejövetelei és missziós munkái. Az egyház központja a Missouri állambeli Kansas Cityben van. Ugyanitt található az egyház kiadója a Názáreti Kiadóház. 2005-ben az egyetemes tanács úgy döntött, hogy a székhely átköltözik kansasi Lenexa városba.
A Názáreti Egyház a nevét Názáretről, Jézus lakóhelyéről kapta; mind őt, mind a tanítását a názáreti névvel különböztették meg. Így nevezték őt a követői és az ellenségei egyaránt. „…és amikor odaért, abban a városban telepedett le, amelyet Názáretnek neveztek, hogy beteljesedjék, amit a próféták mondottak: názáretinek fogják őt nevezni.” (Máté 2:23) Később Jézus követőire is használták ezt a jelzőt. Pál apostolt a „názáreti irányzat fejé”-nek nevezi Az apostolok cselekedetei. 24:5.
Az egyház alapítója (Phineas F. Bresee) azért választotta ezt a nevet, mert Jézus alázatos, földi szolgálatára akart utalni egy olyan időszakban, amikor a társadalmi különbségek az egyházon belül is nagyon érezhetőek voltak. Missziójának ő ugyanazt tekintette, amit Jézus: szolgálni az embereknek minden szükségükben.
Mások is csatlakoztak ehhez a szolgálathoz, így nőtt ez az egyház közel 100 év alatt több mint egymillió tagú, sok országban szolgáló egyházzá.

## Történelmi áttekintés[9]

### A történelmi kereszténység és a wesleyánus szentségmozgalom öröksége
A Názáreti Egyház a kezdetektől fogva azt vallotta, hogy része az „egy, szent, egyetemes és apostoli” egyháznak és igyekszik hű maradni hozzá. Magáénak vallja Isten népének történelmét, az Ó- és Újszövetség leírása szerint, és ugyanennek a történetnek a folytatását az apostolok idejétől napjainkig. Isten népét, mindazokat, akiket Jézus Krisztus megváltott, – az egy egyház bármilyen megnyilvánulási formájához is tartozzanak –, elfogadja és a sajátjának tekinti. A Názáreti Egyház saját hitének megfogalmazásaiként fogadja el a kereszténység első öt évszázadának ökumenikus hitvallásait. Míg az egyház sajátos elhívásának eleget téve hirdeti a teljes megszentelődés doktrínáját és megtapasztalását, arra is gondot fordít, hogy őrizze és ápolja a történelmi egyházzal való azonosulását az Ige hirdetésében, a szentségekkel való szolgálatban, és abban a felelősségben, hogy olyan szolgálatot teremtsen és tartson fenn, amely hitalapjaiban, gyakorlatában, a krisztusi életmód és a mások szolgálata hangsúlyozásában valóban apostoli.

### A Wesley-féle ébredés
A Názáreti Egyházhoz, a keresztyén hit különböző történelmi vallási áramlatokon át – különösen a 18. századi Wesley-féle ébredésen keresztül – jutott el. Az 1730-as években széles körű ébredés kezdődött el Angliában, főként John Wesley, fivére, Charles és George Whitefield vezetésével, akik mindannyian az anglikán egyház papjai voltak. Eszközök lettek abban, hogy sokan elforduljanak bűneiktől, és Isten kegyelmével felruházva az Ő szolgálatába álljanak. A mozgalom jellemzői a laikus igehirdetők, bizonyságtételek, fegyelem és buzgó tanítványok csoportjai voltak. Ezek a csoportok „társaságok”, „osztályok” és „kis csoportok” néven váltak ismertté. Egy olyan lelki megújulási mozgalom volt ez, amelynek előfutárai között szerepelt a Philip Jacob Spener nevével fémjelzett német pietista mozgalom, a 17. századi angol puritanizmus és a Jonathan Edwards pásztor-teológus által leírt új-angliai lelki ébredés.
A nagy ébredés Wesley-féle szakaszának három főbb teológiai ismertetőjele volt: újjászületés kegyelemből, hit által; keresztyén tökéletesség vagy megszentelődés, szintén kegyelemből, hit által; és a Szentlélek bizonysága az elnyert kegyelem bizonyosságáról. John Wesley az általa képviselt teológiai látásmódban külön hangsúlyt fektetett a teljes megszentelődésre, mely Isten kegyelméből még ebben az életben lehetséges. Az angol metodizmus korai missziós tevékenysége során világszerte elkezdte terjeszteni a fenti teológiai tételeket. 1784-ben szerveződött meg a Püspöki Methodista Egyház Észak-Amerikában. Céljuk „a kontinens megreformálása és a bibliai szentség itteni terjesztése” volt.

### A 19. századi szentségmozgalom
A 19. században az Amerikai Egyesült Államok keleti partvidékén újra elkezdték hangsúlyozni a keresztyén szentség fontosságát, ami azután rövid idő alatt az egész országban elterjedt. Egy metodista lelkész, Timothy Merritt, az „Útmutató a keresztyén tökéletességhez” című folyóirat alapító szerkesztője lett a szentség ébredés egyik vezetője. A mozgalom központi alakja a New York-i Phoebe Palmer volt, aki a „Keddi összejövetelek a szentség előmozdítására” elnevezésű találkozókat vezette. Kis idő elteltével metodista püspökök, oktatók és más egyházi személyek csatlakoztak az eredetileg női csoporthoz, és együtt törekedtek a szentségre. Palmer asszony négy évtizeden át volt a szentségmozgalom metodista periódusának élvonalában, és nyilvános beszédeivel és írásaival, valamint a befolyásos „Útmutató a szentséghez” című folyóirat szerkesztőjeként sokat tett a mozgalomért.
A szentségmozgalommal járó ébredés hamarosan átlépte a metodizmus kereteit. Charles G. Finney és Asa Mahan (mindketten az Oberlin főiskolából), presbiteriánus és kongregacionalista egyházakban vezették a szentségmozgalmat William Boardman evangélistával együtt. A. B. Early baptista evangélista volt az egyike az egyházán belüli szentségmozgalmi vezetőknek. Hannah Whitall Smith – aki a kvékerek közé tartozott és népszerű szentségevangélistának számított – 1875-ben megjelent könyve, „A keresztyének boldog életének titka”, a keresztyén lelki irodalom klasszikus darabja.
1867-ben John A. Wood és John Inskip – mindketten metodista lelkészek –, másokkal közösen megtartották a New Jersey állambeli Vinelandben az első országos sátoros összejövetelt, mely egy hosszan tartó sorozat első állomása volt. Akkoriban szervezték meg az „Országos Sátoros összejövetel Egyesület a Szentség Propagálására” nevű szervezetet is, ami Országos Szentség Egyesületként vált ismertté (jelenleg a Keresztyén Szentség Partnerség/Összefogás). Ez a szervezet, egészen a 20. század elejéig Szentség-sátoros összejöveteleket finanszírozott az Egyesült Államok egész területén. Létrejöttek helyi és regionális Szentség szervezetek is, és az energikus Szentség nyomda csak úgy ontotta magából a könyveket és folyóiratokat.
A szent élet (és a szentség doktrínája) melletti elkötelezettség, különböző mértékben ugyan, de szerepet játszott a Wesley Metodista Egyház (1843), a Szabad Metodista Egyház (1860), valamint Angliában, az Üdvhadsereg (1865) megalakulásában. A 19. század nyolcvanas éveiben olyan új, kifejezetten a szentségmozgalomhoz tartozó egyházak jöttek létre, mint az Isten Egyháza (Anderson, Indiana) és az Isten (Szentség) Egyháza. Több, régebbi vallási hagyománnyal rendelkező közösségre is hatással volt a szentségmozgalom, így például egyes mennonita, Testvér gyülekezet és kvéker csoportok is elfogadták a Wesley-féle szentségmozgalom teljes megszentelődésről vallott felfogását. A Testvérek Krisztus Egyházában és az Evangéliumi Kvékerek Szövetsége egyaránt a különböző lelki tradíciók ilyen pozitív vegyületét példázzák.

### A szentségmozgalom különböző csoportjainak egyesülése
A 19. század utolsó évtizedében rengeteg új, a szentségmozgalomhoz tartozó független csoport jött létre. Ezek között voltak független gyülekezetek, városi missziók, menedék-otthonok, valamint evangelizációs és missziós egyesületek. Néhány olyan vezető, aki ezekben a szervezetekben dolgozott, szíve mélyén vágyakozott egy „országos szentség egyház” megalakítására. Ebből az indítékból született később a mai Názáreti Egyház.
Az Amerikai Pünkösdi Gyülekezetek Szövetsége. 1887. július 21-én Rhode Island Providence városában 51 taggal megalakult a Nép Evangéliumi Egyháza, melynek Fred A. Hillery volt a pásztora. A következő évben C. Howard Davis lelkipásztorsága alatt létrejött a Misszió Egyház a Massachusetts állambeli Lynn-ben. 1890. március 13-án és március 14-én az előbb említett két egyház, valamint más független szentség-gyülekezetek képviselői találkoztak a Massachusetts állambeli Rock városában, és megalakították a Központi Evangéliumi Szentség Szövetséget, melynek az alábbi három államban voltak gyülekezetei: Rhode Island, Massachusetts és New Hampshire. A Központi Evangéliumi Szentség Szövetség 1892-ben felszentelte Anna S. Hanscombe-ot, aki valószínűleg az első olyan nő volt (később persze sokan követték példáját), akit a Názáreti Egyház elődegyházaiban szolgálatra felszenteltek.
1894 januárjában egy William Howard Hoople nevű üzletember megalapította a brooklyni missziót, melyet a következő év májusában Utica Sugárúti Pünkösdi Sátor néven átszerveztek. A következő év végére a Bedford Sugárúti Pünkösdi Gyülekezet és az Emánuel Pünkösdi Sátor is megalakult. A három gyülekezet küldöttei 1895 decemberében közös alapszabályt, doktrína-kivonatot és szervezeti és működési szabályzatot fogadtak el, megalakítva ezzel az Amerikai Pünkösdi Gyülekezetek Szövetségét.
A Központi Evangéliumi Szentség Szövetség és az Amerikai Pünkösdi Gyülekezetek Szövetsége közös bizottsága azzal a szándékkal találkozott Brooklynban, hogy kidolgozzanak egy tervet az egyesülést illetően. Az egyesülést követően a két szervezet az „Amerikai Pünkösdi Gyülekezetek Szövetsége” nevet tartotta meg. Az így létrejött felekezet munkatársai között olyan jól ismert nevek voltak, mint Hiram F. Reynolds, H. B. Hosley, C. Howard Davis, William Howard Hoople, valamint később, E. E. Angell. Néhányan közülük eredetileg laikus prédikátorok voltak, akiket később gyülekezetük felszentelt lelkészeknek. Ez az egyház kifejezetten missziós beállítottságú volt, és Hiram F. Reynolds missziós titkár vezetése alatt ambiciózus evangelizációs programba kezdett a Cape Verde szigeteken, Indiában és sok más helyütt. Hivatalos lapjuk a „Beulah keresztyén” volt.
Krisztus Szentség Egyháza. 1894 júliusában a Tennessee állambeli Milánban, röviddel halála előtt, R. L. Harris megalapította a Krisztus Újszövetségi Egyháza nevű gyülekezetet. Harris özvegye, Mary Lee Cagle folytatta a megkezdett munkát, és ő lett az egyház legismertebb korai vezetője. A szigorúan kongregacionalista szervezetű egyház Arkansasban és Texas nyugati részén is elterjedt, de itt-ott, Alabama és Missouri államokban is voltak gyülekezetei. Mary Cagle és egyik munkatársa E. J. Sheeks asszony, 1899-ben, az elsőként felszenteltek csoportjában részesültek ebben a megtiszteltetésben.
Először 1888-ban indított el néhány gyülekezetet Thomas és Denis Rogers, akik Kaliforniából érkeztek Texasba. Az új közösségek a Szentség Egyház nevet viselték.
A Független Szentség Egyház első gyülekezetét Charles B. Jernigan alapította a Texas állambeli Van Alistyne-ben 1901-ben. James B. Chapman még a kezdeti időkben csatlakozott ehhez a gyorsan növekvő felekezethez. Később a Denis Rogers által vezetett gyülekezetek is a Független Szentség Egyház tagjai lettek.
1904 novemberében a Krisztus Újszövetségi Egyháza és a Független Szentség Egyház képviselői találkoztak Rising Star városában, Texas államban, ahol megállapodtak az egyesülés feltételeiről, elfogadtak egy Egyházrendet, és az új felekezetnek a Krisztus Szentség Egyháza nevet adták. Az egyesülést 1905-ben Pilot Pointban (Texas) véglegesítette az egyetemes küldöttgyűlés és zsinat. Az egyház hivatalos lapja a „Holiness Evangel” (Szentség-evangélium) volt. Az egyház többi vezető szolgálattevője közé tartoztak: William E. Fisher, J. D. Scott és J. T. Upchurch. Fontosabb vezetői között volt még Edwin H. Sheeks, R. B. Mitchum és Donie Mitchum asszony.
Az újonnan létrejött egyház több vezetője aktívan részt vett a Texasi Szentség Szövetségben, ami egy lényeges felekezetközi szervezet volt, és egy főiskolát is finanszírozott Penielben (Texas, Greenville mellett). A szervezet emellett anyagilag támogatta még a „Pentecostal Advocate” (Pünkösdi Pártfogó) című újságot is, mely a délnyugati szentségmozgalom vezető kiadványa volt, és ami 1910-től a Názáreti Egyház kiadványa lett. A szervezet prominens munkásai között ott találjuk E. C. DeJernett lelkészt és C. A. McConnell laikus szolgálót.

### A Názáreti Egyház

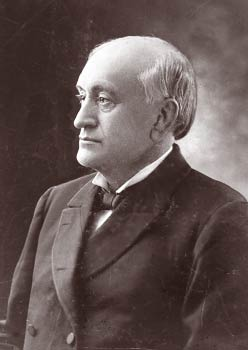
Phineas Bresee fontosnak tartotta, hogy a közösség visszatérjen John Wesley eredeti tanításaihoz: hirdetni az evangéliumot a szegényeknek

1895 októberében Phineas F. Bresee D. D. (teológus) és Joseph P. Widney M. D. (orvos) megszervezték Los Angeles-ben a Názáreti Egyházat. A létrejött új közösségnek mintegy 100 tagja volt, többek között Alice P. Baldwin, Lesley F. Gay, W. S. és Lucy P. Knott, C. E. McKee, valamint a Bresee és a Widney család több tagja. Az alapítók már a kezdet-kezdetétől úgy tekintettek az új gyülekezetre, mint egy olyan felekezet első közösségére, mely a Krisztusba vetett hit által megkapható teljes megszentelődés valóságát hirdeti. Azt vallották, hogy a hit által megszentelt keresztyénnek Krisztus példáját követve hirdetni kell az evangéliumot a szegényeknek. Különösen erre a feladatra éreztek elhívást. 
Úgy érezték, hogy a templomok szükségtelen eleganciája és díszítgetése nem Krisztus lelkületét képviseli, hanem a világét, és idejüket és pénzüket a lélekmentés és a szükségben lévők megsegítése krisztusi szolgálatának kell szentelniük. E céloknak megfelelően szervezték meg az egyházat. Általános szabályokat, hitvallást, korlátozott szuperintendenciára épülő egyházszervezetet, diakonissza- és szolgálófelszentelési eljárást, valamint egyházi liturgiát fektettek le. 1898-ban Egyházrendként láttak a fentiek napvilágot. 
Az egyház kiadott egy újságot is, amit előbb „A Názáreti”, majd később „A Názáreti Hírnök” címen jelentettek meg. A Názáreti Egyház főleg a nyugati partvidék mentén terjedt el, de voltak elszórtan gyülekezetek a Sziklás-hegységtől keletre is, egészen Illinois államig.
Ezt az új egyházat tekintették otthonuknak olyan lelkészek, mint H. D. Brown, W. E. Shepard, C. W. Ruth, L. B. Kent, Isaiah Reid, J. B. Creighton, C. E. Cornell, Robert Pierce és W. C. Wilson. Az elsőként felszenteltek között volt maga Joseph P. Widney, valamint Elsie és DeLance Wallace, Lucy P. Knott és E. A. Girvin.
Phineas F. Bresee-t 38 éves tapasztalata, amit a metodista egyházban pásztorként, szuperintendensként, szerkesztőként, főiskolai vezetőségi tagként és sátoros összejövetelek prédikátoraként szerzett, valamint különleges egyéni varázsa olyan egyházi vezetővé tette, aki képes volt több szentségmozgalomhoz tartozó gyülekezetet és egyházat egy országos szervezetté egyesíteni.
Az egyesülés éve: 1907–1908. Az Amerikai Pünkösdi Gyülekezetek Szövetsége, a Názáreti Egyház és a Krisztus Szentség Egyháza C. W. Ruth munkájának köszönhetően egyesült. C. W. Ruth a Názáreti Egyház segéd egyetemes szuperintendense volt, és nagyon sok barátra tett szert a Wesley-féle szentségmozgalmon belül. Az Amerikai Pünkösdi Gyülekezetek Szövetsége és a Názáreti Egyház küldöttei, 1907-ben, Chicagóban tartották Egyetemes Gyűlésüket október 10-étől október 17-éig. 
Az egyesülő csoportok egy olyan egyházkormányzási struktúrában állapodtak meg, amely egyensúlyba hozta a szuperintendensi szerveződés szükségességét a helyi gyülekezetek függetlenségének igényével. A szuperintendensek feladata lett a már meglévő gyülekezetekről való gondoskodás, valamint új gyülekezetek alapítása-szervezése, illetve ilyen irányú tevékenységek támogatása mindenütt. Arra azonban nem kaptak hatalmat, hogy beleszóljanak egy teljesen megszervezett gyülekezet önálló munkájába és döntéseibe. Az Egyetemes Gyűlés elfogadta továbbá azt is, hogy az egyesülés után létrejött egyház neve – a két korábbi egyház nevéből – a Pünkösdi Názáreti Egyház legyen, és Phineas F. Bresee-t, valamint Hiram F. Reynolds-ot választották meg egyetemes szuperintendenseknek. A Krisztus Szentség Egyháza részéről egy megfigyelő delegáció volt jelen a gyűlésen –, a küldöttek aktívan részt vettek a konferencia munkájában.
A következő évben két másik egyesülés történt. 1908 áprilisában Bresee a texasi Penielben megalapította a Pünkösdi Názáreti Egyház egy új gyülekezetét. Ezen a gyülekezeten keresztül került be az egyház vérkeringésébe a Texasi Szentség Szövetség több vezető személyisége, és szabad utat nyitott további csatlakozók előtt. Szeptemberben a Szentség Keresztyén Egyháza pennsylvaniai konferenciáján, az egyetemes konferencia engedélyével feloszlatta magát, és H. G. Trumbaur vezetésével egyesült a Pünkösdi Názáreti Egyházzal.
A Pünkösdi Názáreti Egyház második Egyetemes Gyűlése 1908. október 8. és október 14. között került megrendezésre a Texas állambeli Pilot Point városában. Ezt a konferenciát a Krisztus Szentség Egyháza Egyetemes Tanácsával közösen tartották. A nagy egyesülések éve október 13-án, kedden délelőtt ért véget, amikor R. B. Mitchum beterjesztette, C. W. Ruth pedig támogatta az indítványt, hogy: „a két egyház egyesülése jöjjön létre”. Többen támogatták az indítványt, aminek létrejöttéért Phineas Bresee oly sokat fáradozott. Nagy lelkesedés közepette délelőtt 10 óra 40 perckor az egyesülési indítványt kézfelemeléses szavazással egyhangúlag elfogadták.

#### A felekezet nevének megváltoztatása
Az 1919-es Egyetemes Gyűlés válaszolva 35 egyházkerület beadványára, az egyház nevét hivatalosan Názáreti Egyházra változtatta, elhagyva belőle a pünkösdi szót, mivel ez a kifejezés új jelentéstartalmakkal bővült az azt megelőző években.

### Az egyház világméretűvé válása
A Názáreti Egyháznak már kezdettől fogva nemzetközi jellege volt. Az 1908-as egyesülési idejére az egyház már nem csak Észak-Amerikában szolgált, hanem voltak misszionáriusai Mexikóban, a Cape Verde szigeteken, Indiában, Japánban és Dél-Afrikában is. Mindez jól példázza a 19. századi missziós mozgalomnak a későbbi Názáreti Egyházat alkotó csoportokra tett hatását.
A világ más részei felé történő „terjeszkedés” Ázsiában kezdődött el 1898-ban, az Amerikai Pünkösdi Gyülekezetek Szövetségével. A Pünkösdi Misszió 1900-ban kezdte meg a munkát Közép-Amerikában, 1902-ben a Karib szigeteken és 1909-ben Dél-Amerikában. Afrikában a Názáreti Egyház munkásai már 1907-ben megkezdték a munkát, de csak később ismerték el őket felekezeti misszionáriusokként.
Ausztrália-Dél-Óceánia környékére 1945-ben, míg az európai kontinensre 1948-ban jutott el a Názáreti Egyház. Mindkét területre olyan helyi pásztorokon keresztül jutott el az egyház, akik már azt megelőzően is hirdették a Wesley-féle megszentelődés tanát. Ausztráliába A. A. E. Berg-en, Olaszországba pedig Alfredo del Rossón keresztül jutott el az egyház.
A világméretű szolgálat felé haladó Názáreti Egyház a kezdetektől fogva a helyi munkásokra támaszkodott, akik a misszionáriusokkal közösen végezték a kegyelem Igéje hirdetésének és tanításának feladatát. Egy indiai misszionárius 1918-ban arról számolt be, hogy országos segítői között három prédikátor, négy tanító, három bibliaterjesztő-könyvárus és öt bibliatanító asszony volt. 1936-ra az egész Názáreti Egyházon belül a helyi munkások száma több mint ötszöröse volt a misszionáriusok számának.
2001-re az egyház már a világ 138 országában dolgozott. Több ezer lelkipásztor és laikus adaptálta a Názáreti Egyházat a saját kultúrájában, ezzel is hozzáadva valami egyénit ahhoz a sokszínű mozaikhoz, ami az egyház nemzetközivé nőtt közösségét jelenti.
A nemzetközi munka sajátos jegyei: Történelmileg a Názáreti Egyház világméretű munkája az evangelizáció, a szeretetszolgálat és az oktatás köré összpontosult. Az evangelizációs munka különösen jól példázható olyan emberek életével, mint H. F. Schmelzenbach, L. S. Tracy, Esther Carson Winans és Samuel Krikorian (és természetesen még sokakat megemlíthetnénk itt). A Názáreti Egyház gyülekezeteinek és kerületeinek, a világ minden táján, még ma is jellemzője az ébredés és az evangelizáció.
A Názáreti Egyház szeretetszolgálatának gyökerei nemzetközi szinten a korai időszakban, Indiában az éhezőknek és az árváknak nyújtott segítséggel kezdődött. Ezt a kezdeményezést erősítette a korai húszas években, a kínai Bresee Emlék-kórház (Tamingfuban) építésére megalakult Názáreti Orvosi Missziós Egyesület. Kiterjedt orvosi munka jött létre Szváziföldön, valamint más szeretetszolgálati tevékenységek alakultak ki a világ különböző helyein.
Az oktatás is az egyház világméretű szolgálatai közé tartozik. Az egyik legjobb példája ennek az 1905-ben Sukhoda Banarji által alapított kalkuttai Reménység Leányiskola, melyet egy évvel később a Názáreti Egyház felvett az intézményei közé. Észak-Amerika határain kívül az egyház általános iskolákat és speciális szolgálati képzést nyújtó iskolákat hozott létre. A Fülöp-szigeteken és az Amerikai Egyesült Államokban teológiai egyetemei, Afrikában, Koreában és az Egyesült Államokban bölcsészettudományi főiskolái, Japánban egy főiskolája van az egyháznak; míg Indiában és Pápua Új-Guineában nővérképző iskolákat, és a világ különböző országaiban több mint 40 bibliai/teológiai intézetet működtet.
Miközben a fent említett szolgálati területei kialakultak, az egyház egyre tovább fejlődött. 2001-ben a Názáreti Egyháznak az egész világon 1 390 306 tagja volt 12 600 gyülekezetben.
Ennek a történelmi fejlődésnek köszönhetően az egyház eljutott abba, a még nem lezárult állapotba, amikor „nemzetközi jelenlétből” „nemzetközi hitközösségé” alakul át. Ennek felismeréseként az 1976-os Egyetemes Gyűlés létrehozott és megbízott egy Nemzetközi Fejlesztési Bizottságot, melynek beszámolója alapján az 1980-as Egyetemes Gyűlés létrehozta a világrégiók rendszerét. A kezdeti régiók határai (és számuk is) azóta már megváltoztak és jelenleg a következőképpen néznek ki: az Afrikai régió, az Ázsia-Óceánia régió, a Kanadai régió, a Karib-tengeri régió, az Eurázsiai régió, a Mexikó és Közép-Amerikai régió, a Dél-Amerikai régió, valamint nyolc régió az Egyesült Államokban.
A Názáreti Egyház a következő szervezeteknek tagja:
- Christian Holiness Partnership-nek[11] (Keresztyén Szentség Partnerség/Összefogás)
- National Association of Evangelicals-nak[12] (Nemzetközi Evangéliumi Szövetségnek)
- World Methodist Council-nak[13] (Nemzetközi Metodista Tanács)
- Mission Exchange-nek[14]
- Evangelical Council for Financial Accountability-nak.[15]

Magyarországon:
- Wesley Egyházi Szövetség
- Aliansz Magyar Evangéliumi Szövetség

## Hitelvek

### Hitvallás
A Názáreti Egyház tagjai hisznek:
1. az egy Istenben – az Atyában, a Fiúban és a Szentlélekben.
2. a Biblia teljes, tartalmi inspirációjában, és abban, hogy a teljes Szentírás tartalmazza a hithez és a keresztyén élethez szükséges összes igazságot.
3. abban, hogy a bibliai csodák valóságos, megtörtént események.
4. Jézus Krisztus szűztől való születésében.
5. abban, hogy az ember bűnbe esett, és bűnben, gonoszságra való hajlammal születik.
6. abban, hogy Krisztus engesztelő halála az egész emberiségre kiterjed.
7. abban, hogy mindazokat, akik megbánják bűneiket és hisznek Jézus Krisztusban, Isten megigazítja, újjászüli és megszabadítja a bűn uralmától; akik viszont nem bánják meg bűneiket, örökre és reménytelenül elvesznek.
8. abban, hogy a hívőknek az újjászületés után szükségük van teljes megszentelődésre a Jézus Krisztusba vetett hit által.
9. abban, hogy a Szentlélek bizonyságot tesz a hívő újjászületése és teljes megszentelődése mellett.
10. Jézus Krisztus testben való feltámadásában.
11. Krisztus visszajövetelében, a halottak feltámadásában és az utolsó ítéletben.

A Názáreti Egyház teljes hitvallása megtalálható a Názáreti Egyház Egyházrendjében.

### Hangsúly a megszentelt életen
A Názáreti Egyház speciális küldetése a „biblikus szentség terjesztése”.
Ahhoz, hogy megértsük a megszentelt élet fontosságát az egyház tanításában, nem szabad figyelmen kívül hagyni azt, hogyan értelmezte John Wesley a bűnt. Szerinte a bűn az ember által ismert isteni törvény tudatos megszegése. A megszentelt élet pedig tökéletes, osztatlan szeretet Isten iránt – teljes engedelmesség.
Az arminiuszi teológiai háttér miatt John Wesley és a szentségmozgalomhoz tartozó egyházak olyan látásmódot alakítottak ki a keresztyén életről, amely segíti az embereket abban a felismerésben, hogy a megszentelődés megvalósítható. Ez alatt azt értik, hogy a keresztyén ember már e földön szent életet élhet, sőt Isten határozott elvárása, hogy szent életet éljen.
Talán segít, ha röviden tisztázzuk a teljes megszentelődés és a megszentelt élet fogalmát.
A teljes megszentelődés Istennek a Szentlélek által véghezvitt olyan radikális tette, melynek során megtisztítja az ember szívét az öröklött bűnös állapot mély gyökereitől. Ez egyúttal a Szentlélekkel való betöltekezést is jelenti, mely a keresztyén élethez és szolgálathoz nélkülözhetetlen. A Wesley-féle mozgalomnak különleges ismertetőjele, hogy ezt az eseményt nemcsak lehetségesnek, hanem a keresztyén élet helyes normájának tartja.
A megszentelt élet annak a munkának az eredménye, melyet Isten a teljes megszentelődéskor végez az emberben, amikor is a szívet teljesen megtisztítja minden bűntől és betölti tökéletes és osztatlan szeretettel. Ez a szeretet azoké, akik a Lélekben járnak és élnek. A tökéletes keresztyén élet a szeretet teljessége; nem az életkor vagy a vallásban való jártasság, hanem a szív tisztasága a fontos. John Wesley szóhasználatát követve: a tökéletes keresztyén élet a tökéletes szeretet.
Ez komoly kihívás minden keresztyén ember számára, mert itt már a szavakat tettekre kell váltani. Az egyház fontosnak tartja azt, hogy a keresztyének életükben, egymáshoz való viszonyukban szent életet éljenek – Krisztus követői legyenek.

## Istentisztelet fajtái, jellege
A názáreti gyülekezetek általában háromszor tartanak alkalmakat egy héten: vasárnap reggel, este, és szerda este. Az elmúlt években a vasárnap és szerda esti alkalmak már inkább tanítványképző csoportokká vagy kiscsoportos alkalmakká alakultak át. Az istentiszteletek a következőket tartalmazzák: éneklés (himnuszok és modern dicsőítés egyaránt), imádság, zenei szolgálat, igefelolvasás, igehirdetés, adakozás. Ha az igehirdetés evangelizációs jellegű, akkor „előrehívás” is van.
A dicsőítés formái nagyon különbözőek. Az elmúlt tíz évben megnövekedett az Egyházban azon gyülekezetek száma, akik a modern zenét részesítik előnyben. Ez magával hozza a projektor (kivetítő) használatát az énekszövegek kivetítésére. A liturgikusabb istentiszteleti formát használó gyülekezetekben pedig egy zenei vezető irányítja elöl állva a gyülekezeti himnuszéneklést.
A szerda esti imaalkalmak során a tagokat bátorítják, hogy „bizonyságot tegyenek”, vagyis beszámoljanak lelki életük alakulásáról. Ezek a bizonyságtételek/beszámolók szólhatnak az egyén Szentlélekkel való átéléséről, vagy keresztény életének egyes történéseiről, és annak értelmezéséről.
Az istentiszteleten elmondott imádságok általában közös imádságok, melyet egy személy vezet.
Egyházi életünk hagyományos része az évenkénti „ébredési összejövetel”, bár ezt az elmúlt években kevesebbet gyakorolták. Ezeken az összejöveteleken „evangélisták” prédikálnak. A Názáreti Egyház mindig is elismerte az „evangélistákat”, akik közül sokan főállásban gyakorolják ezt a hivatást. A legtöbb egyházkerület szponzorál egy évenként megrendezett tábort, legtöbb helyen rendeznek egyet felnőtteknek és családjaiknak, és külön fiataloknak és gyerekeknek.
A Názáreti Egyház vallja, hogy a betegeknek igénybe kell venniük minden elérhető orvosi ellátást, de azt is, hogy Isten csodálatos módon meggyógyíthat embereket, és lelkészeik „kézrátétellel” imádkoznak betegeikért – vagy a kórházban, vagy az istentiszteleti alkalmon. Az isteni gyógyításért való imádság soha nem zárja ki az orvosi ellátást és a gyógyszerek használatát.

### Szentségek
Az Egyház két szentséget ismer el: keresztség és az Úrvacsora. Az Egyház egyaránt engedélyezi a felnőtt és gyermekkeresztséget, habár a csecsemőkeresztség helyett gyakran a „gyermek bemutatást” választják, majd a gyermek később tudatosan dönthet Krisztus követése mellett, és bemerítkezhet. Minden názáreti gyülekezet kötelezve van, hogy évente legalább négyszer szolgáltassa ki az Úrvacsorát. Vannak gyülekezetek, ahol legalább havonta egyszer van. Az egyházrend tartalmazza a rituálét a tagfelvételhez, esküvőhöz, temetéshez, új tisztségviselők beiktatására, és templom szenteléshez.

## Egyházkormányzás, vezetőség[17]
A Názáreti Egyház kormányzása képviseleti, és így elkerüli egyrészt az episzkopalizmus (püspöki kormányzás), másrészt a korlátlan kongregacionalizmus (gyülekezeti kormányzás) szélsőségeit.

### Az egyetemes szuperintendensek
A hat felszentelt, idős szolgálót az egyetemes gyűlés választja négyévenként. 2005-ben választották meg a jelenlegi szuperintendenseket: Dr. Paul G. Cunningham, Dr. James H. Diehl, Dr. Nina G. Gunter, Dr. Jesse C. Middendorf, Dr. Jerry D. Porter, Dr. J. K. Warrick. Nina Gunter az első női szuperintendens a Názáreti Egyházban.

### Az egyetemes gyűlés
Az Egyetemes Gyűlés a Názáreti Egyház legfőbb tanítást megfogalmazó, jogalkotó és választó szerve, és alá van vetve az egyházalkotmány rendelkezéseinek.
Az Egyetemes Gyűlés minden negyedik év júniusában ül össze, abban az időpontban és azon a helyen, amelyet egy Egyetemes Gyűlési Bizottság határoz meg, melynek tagjai az egyetemes szuperintendensek és az Egyetemes Szuperintendensek Testülete által kiválasztott, az egyetemes szuperintendensekkel egyenlő számú személy. Az egyetemes szuperintendenseknek és az említett bizottságnak joga van arra, hogy súlyos, váratlan helyzetben megváltoztassa az Egyetemes Gyűlés időpontját és helyét.

## Az egyház szervezeti felépítése

### Kerületek
A helyi gyülekezetek kerületekbe tömörülnek, melyet a kerületi szuperintendens vezet, akit pedig a kerületi gyűlés választ. A kerületi gyűlés tagjai a helyi gyülekezetek küldöttei. Egy kezdetleges kerületben előfordulhat, hogy a kerületi szuperintendenst a megbízott egyetemes szuperintendens választja. Jelenleg 429 kerület van szerte a világon. A két legnagyobb kerület az észak-guatemalai Verapaz kerület 22 012 fővel, valamint a koreai kerület 20 282 fővel.
Vannak kerületek, amelyek zónákra vannak osztva, és az egy zónán belüli gyülekezet bizonyos szolgálatokra fókuszálnak, például ifjúsági szolgálatra.

### Területek
A kerületek továbbá területekbe tömörülnek. Magyarország 2011-ig az Észak-Európai Területhez tartozott, 2011-től azonban az újonnan megalakult Közép-Európai Terület része lett.

### Régiók
Az egyház világméretű növekedése közben megszervezett kerületek csoportjai alakultak ki egy-egy földrajzi területen – ezeket régióknak nevezik. Jelenleg 15 régió van, Magyarország az eurázsiai régióba tartozik. Az eurázsiai régiónak 37 országban 129 965 tagja, 3 264 gyülekezete van.

## Szolgálatok[25]
Legjelentősebb szolgálatai: Nemzetközi Názáreti Ifjúság (NNI), Vasárnapi Iskolai Szolgálatok Testülete (Magyarországon Kerületi Oktatási Bizottság), Nemzetközi Názáreti Misszió és a Názáreti Kiadóház (amely a világ legnagyobb szentség irodalommal foglalkozó kiadóháza).
A Nemzetközi Názáreti Ifjúság, mint ahogy neve is mutatja, a 12-28 éves korosztályt öleli fel. A regionális Názáreti Ifjúsági Konferenciákat az Egyetemes Gyűlések közötti félidőben, négyévenként tartják, valamint az NNI küldöttei találkoznak az Egyetemes Gyűlésen is. Ezen kívül kiválasztott NNI vezetők találkoznak a Harmadik Hullám konferenciákon is (a következő 2011-ben lesz).

## Felsőoktatás[33]
A Názáreti Egyház születésétől fogva elkötelezett a felsőoktatás iránt. Az egyház látja el főiskoláit/egyetemeit hallgatókkal, vezetőkkel és oktatókkal, valamint pénzügyi és lelki segítséggel. A főiskola/egyetem pedig oktatja a gyülekezet ifjúságát és sok felnőtt tagját, lelki érettség felé vezeti őket, gazdagítja az egyházat, s Krisztus gondolkodó és szeretetteljes szolgáit bocsátja ki a világba. Az egyházi főiskola/egyetem – noha nem helyi gyülekezet – szerves része az egyháznak: az egyház egy megnyilvánulási formája.
Costa Ricán, a Fülöp-szigeteken és az Amerikai Egyesült Államokban posztgraduális képzést kínáló teológiai intézményeket; Afrikában, Kanadában, Koreában és az Amerikai Egyesült Államokban bölcsészettudományi főiskolákat, Japánban és Afrikában egy-egy főiskolát; Afrikában, Indiában és Pápua-Új-Guineában három nővérképző iskolát; továbbá a világ különböző országaiban 40 bibliai/teológiai intézetet működtet az egyház.

## A Názáreti Egyház Magyarországon
A Názáreti Egyház 1996-ban kezdte meg munkáját Magyarországon. Jelenleg 5 gyülekezete van (3 megszervezett és 2 missziós gyülekezet). 
Magyarországon a Názáreti Egyház a következő tevékenységeket végzi: az evangélium terjesztése, lelkigondozás, hitoktatás minden korosztálynak és tananyag kiadása, ifjúsági szolgálat (NNI), szeretetszolgálat, keresztyén irodalom kiadása, oktatás: szemináriumok, kurzusok szervezése; nyári családi táborok szervezése és Vakációs Biblia Suli. Alapítója és tagja a Wesley Egyházi Szövetségnek. Az Egyház mellett egy alapítvány is működik (Názáreti Egyház Alapítvány), mely könyvkiadással foglalkozik, többek között gondozásában jelent meg a Wesley prédikációk, valamint a Hitkapcsolatok hitoktató tananyag.